# Apolonia Machczyńska-Świątek
Apolonia Machczyńska-Świątek (ur. w 1911 w Plebankach, zm. w 1943 tamże) – mieszkanka Kocka uhonorowana tytułem Sprawiedliwej wśród Narodów Świata.

## Życiorys
Była córką Henryka Machczyńskiego, właściciela ziemskiego zamieszkałego w Plebankach koło Kocka. W okresie II wojny światowej i okupacji organizowała pomoc Żydom. Wśród uratowanych przez nią osób była Rywka Goldfinger, która przeżyła Zagładę i wyjechała do Izraela. W styczniu 1943 Machczyńska-Świątek pomagała Żydom ukrywającym się w lesie niedaleko jej domu. Na skutek donosu Niemcy odnaleźli kryjówkę, zabili Machczyńską-Świątek i ukrywających się Żydów.
Jej wnuczką jest pisarka Grażyna Plebanek.

## Wyróżnienia
23 września 1997 Instytut Jad Waszem nadał Apolonii Machczyńskiej-Świątek tytuł Sprawiedliwej wśród Narodów Świata.
11 września 2009 prezydent RP Lech Kaczyński pośmiertnie nadał jej Krzyż Komandorski Orderu Odrodzenia Polski. Odebrała go synowa bohaterki, Anna Świątek.

## Upamiętnienie
Jej historia została opisana przez Hannę Krall w reportażu Tam już nie ma żadnej rzeki i stała się tematem sztuki teatralnej (A)pollonia wystawionej w Teatrze Nowym w Warszawie.